# ذوات العظم الجعدي
ذوات العظم الجعدي (الاسم العلمي: Rhytidosteidae)، فصيلة برمائيات منقرضة من مقسومات الفقار والتي كانت تعيش في العصر البرمي والعصر الثلاثي.